# SV Bliesen
Der Sportverein „Blies“ Bliesen 1919 e.V. ist ein deutscher Fußballverein mit Sitz im Stadtteil Bliesen der saarländischen Kreisstadt St. Wendel im gleichnamigen Landkreis.

## Geschichte

### Gründung bis 1970er Jahre
Der Verein wurde im Jahr 1919 gegründet. Die A-Jugend Mannschaft qualifizierte sich als saarländischer Vertreter für die deutsche Meisterschaft 1974/75 dort unterlag die Mannschaft jedoch bereits im Achtelfinale der SpVgg Andernach mit 4:8. Zur Saison 1977/78 stieg der Verein in die zu dieser Zeit drittklassige Amateurliga Saarland auf. Da die Liga zur Folgesaison aber aufgelöst wurde, ging der Verein aufgrund der Platzierung auf dem zehnten Platz mit 34:38 Punkten in die viertklassige Verbandsliga über. Zur Saison 1978/79 qualifiziert sich die erste Mannschaft dann auch noch für die erste Runde des DFB-Pokal. Dort unterlag der SV dann mit 2:3 gegen den Melsunger FV 08.

### Heutige Zeit
In der Saison 2003/04 spielte die Mannschaft in der Bezirksliga Saarland Nord. Mit 38 Punkten platzierte sich der Verein am Ende dieser Spielzeit auf dem 11. Platz. Nach der Saison 2006/07 ging es dann mit 24 Punkten über den 15. Platz runter in die Kreisliga A Nordsaar. Zur Saison 2009/10 ging der Verein dann in die neue Bezirksliga St. Wendel über. Dort spielt die Mannschaft auch noch bis heute.